# Mesa de la Cebada
Mesa de la Cebada är en ort i Mexiko.   Den ligger i kommunen Jacala de Ledezma och delstaten Hidalgo, i den sydöstra delen av landet, 160 km norr om huvudstaden Mexico City. Mesa de la Cebada ligger 2 293 meter över havet och antalet invånare är 110.
Terrängen runt Mesa de la Cebada är kuperad åt nordost, men åt sydväst är den bergig. Mesa de la Cebada ligger uppe på en höjd. Runt Mesa de la Cebada är det ganska glesbefolkat, med 36 invånare per kvadratkilometer. Närmaste större samhälle är Jacala, 12,6 km norr om Mesa de la Cebada. I omgivningarna runt Mesa de la Cebada växer i huvudsak blandskog.